# Chenay (Sarthe)
Chenay – miejscowość i gmina we Francji, w regionie Kraj Loary, w departamencie Sarthe.
Według danych na rok 2010 gminę zamieszkiwało 205 osób, a gęstość zaludnienia wynosiła 94 osoby/km².